# Nobody Weird Like Me
"Nobody Weird Like Me" es una canción de los Red Hot Chili Peppers que aparece en su álbum de 1989 Mother's Milk.

## Origen
Flea cuenta (en el texto que escribió para el libreto que acompaña a la edición remasterizada de 2003 de dicho álbum) que, poco después de la muerte de Hillel Slovak y en plena búsqueda de guitarrista y batería, su amigo D.H. Peligro le animó a improvisar con un chico al que había visto tocar la guitarra como nadie: John Frusciante. Fueron al garaje de Peligro, y allí fue donde Flea conoció a Frusciante. Tocaron los tres juntos durante todo el día, y de esa primera sesión Flea cree que empezó a tocar la parte de bajo de "Nobody Weird Like Me", porque se puede considerar a esta canción como el primer vástago de la unión de los talentos musicales de Flea y John Frusciante.

## "Nobody Weird Like Me" en vivo
La canción fue interpretada ocasionalmente en los conciertos de la gira de presentación del álbum Mother's Milk (1989), pero durante la siguiente gira (con motivo de su álbum Blood Sugar Sex Magik de 1991) la tocaron en prácticamente todos sus conciertos. Una de las ediciones del sencillo  Give It Away incluye como cara-b una versión en directo de "Nobody Weird Like Me", tocada el 28 de diciembre de 1991 en San Diego, California.
Tras la marcha del guitarrista John Frusciante en 1992, el tema prácticamente desapareció del repertorio de la banda en directo, y en los seis años siguientes sólo fue tocada en dos ocasiones. La vuelta de John en 1998 no supuso un cambio en esta tendencia, ya que tocaron el tema un par de veces en ese año y de nuevo fue olvidada. Hasta que en 2006, casi ocho años después, en la gira de Stadium Arcadium, volvió a aparecer en buen número de conciertos. Con la llegada de Josh Klinghoffer a la guitarra, la canción nunca fue tocada durante la gira de su décimo álbum I'm with You (2011). Pero en el 2015 y luego de más de ocho años sin ser tocada en vivo, el tema reapareció en un pequeño concierto que la banda brindó en California. Para el tour de su undécimo trabajo The Getaway (2016) la banda ha tocado "Nobody Weird Like Me" en una buena cantidad de ocasiones.